# Chromis monochroma
Chromis monochroma är en fiskart som beskrevs av Allen och Randall 2004. Chromis monochroma ingår i släktet Chromis och familjen Pomacentridae. Inga underarter finns listade i Catalogue of Life.